# Liste der Naturdenkmale in Sankt Julian
Die Liste der Naturdenkmale in Sankt Julian nennt die im Gemeindegebiet von Sankt Julian ausgewiesenen Naturdenkmale (Stand 27. April 2024).

## Naturdenkmale
| Nr.         | Bezeichnung       | Lage                                       | Beschreibung | Bild                                    |
| ----------- | ----------------- | ------------------------------------------ | ------------ | --------------------------------------- |
| ND-7336-415 | Linde am Mahnmal  | Sankt Julian, Hauptstraße, bei Nr. 19 Lage | Tilia sp.    | Direkt Bild zu diesem Denkmal hochladen |
| ND-7336-416 | Linde im Pfarrhof | Sankt Julian, Hauptstraße, bei Nr. 21 Lage | Tilia sp.    | Direkt Bild zu diesem Denkmal hochladen |